# Тинитус
Тинитус (на латински: tinnītus – „звънене“) е възприятието на звук в човешкото ухо, без да съществува външен източник на звука. Често е наричан просто „шум в ушите“ или „звън в ушите“. Това почти винаги е субективен шум от различна честота, чуван само от страдащия. Описван е и като пищене, бучене, щурци в ушите, пулсации, шум от вълни, бръмчене, звънене на телефон и дори музика.
Силата на шума може да бъде различна, като при някои хора тинитусът причинява сериозно страдание, което възпрепятства общуването, концентрацията и съня.

## Причини
Точната физиологична причина за шум в ушите е неизвестна. Тинитусът е обвързан с няколко фактора, които присъстват при началото или влошаването на симптомите, както и някои заболявания:
- Излагане на силен шум (работен шум, музика и пр.) води до увреждането на клетките в кохлеата. 90% от страдащите от увреден слух имат и симптоми на тинитус. Инцидентното излагане на силен шум може до доведе до временен звън в ушите (например след шумен концерт).
- Натрупване на ушна кал в ухото.
- Прием на някои лекарства. Някои лекарствени вещества са ототоксични (аминогликозиди), а други причиняват звън в ушите като временен страничен ефект (chinidin).
- Възпаление на ухото или синусите.
- Изкривяване на челюстта.
- Заболявания на сърдечно-съдовата система.
- Тумор на вестибуларния, слуховия или лицевия нерв.
- Травма на главата и врата.
- Хипо- и хипертиреоидизъм, и други.

## Лечение
Не съществува интервенция, която лекува шума в ушите. Когато тинитусът е част от друго заболяване, лечението на заболяването може да доведе до положителни резултати. Съществуват и средства, които смекчават симптомите.
Американската асоциация по въпросите на тинитуса отбелязва, че пациенти препоръчват следните мерки:
- добавяне на цинк, магнезий и витамини към храната;
- прием на гинко билоба;
- акупунктура;
- магнитна терапия;
- хипербарна кислородотерапия;
- хипноза.

Съществуват наблюдения, че при пациенти с увреждане на слуха носенето на слухови апарати или имплантиране на кохлеарен имплант спомага за смекчаването на симптомите. Пациентите споделят, че възприемането на истински звук „удавя“ звъна в ушите. Избягването на приема на кофеин и алкохол, както и на тютюнопушенето също облекчава симптомите.
Някои психотропни лекарства (диазепам, алпразолам, антидепресанти), както и антиконвулсанти и антихистамини също временно облекчават звъна в ушите. Практикува се и звукова терапия, при която тинитусът се маскира чрез подходящ звук.

## Публикации
- Shemesh Z, Attias J, Ornan M, Shapira N, Shahar A.: Vitamin B12 deficiency in patients with chronic-tinnitus and noise-induced hearing loss. Am J Otolaryngol. 1993 Mar-Apr;14(2):94 – 9.
- Shemesh Z., Pratt H, Reshef I, Bresloff I, Horowitz G, Polyakov A: Detailed analysis of auditory brainstem responses in patients with noise-induced tinnitus. Audiology. 1996 Sep-Oct;35(5):259 – 70.